# هانز جيسن
هانز جيسن Hansjörg Nissen (وُلد في 22 يونيو 1935 في هايدلبرغ) هو عالم آثار ألماني في الشرق الأدنى الألماني.

## حياته العلمية
درس هانز ج. نيسن القانون ودراسات الشرق الأدنى القديم وآثار الشرق الأدنى. 1964 كان الدكتوراه في هايدلبرغ. 1965-1967 كان نيسن المتحدث في فرع المعهد الأثري الألماني (DAI) في بغداد. من 1968 إلى 1971 كان أستاذًا مساعدًا لعلم الآثار في الشرق الأدنى بالمعهد الشرقي بجامعة شيكاغو. في الفترة من 1971 إلى 2000 ، كان أخيرًا أستاذًا كاملًا في قسم دراسات الشرق الأدنى الآسيوي بجامعة برلين الحرة. وهو عضو كامل العضوية في معهد الآثار الألماني والجمعية الأثرية في برلين وجمعية المشرق الألماني.

## حياته العملية
شارك هانز ج. نيسن في العديد من الحفريات في العراق وإيران والأردن وباكستان. ولا سيما الحفريات في أوروك (العراق) في السنوات 1964 إلى 1967 وفي البسطة الأردنية في السنوات 1986 إلى 1992 تبرز. بالإضافة إلى عمله في البحث والتدريس ، يشارك نيسن في الحكم الذاتي الجامعي للجامعة الحرة. كان عميدًا لقسمه لعدة فترات ومن 1976 إلى 1981 نائب رئيس الجامعة.

## حياته الأسرية
تزوج نيسن منذ عام 1962 من عالمة الآثار والمصورة مارجريت نيسين، ابنة ألبرت سبير.